# 博尔 (印度)
博尔（Bhor），是印度马哈拉施特拉邦浦那县的一个城镇。总人口17882（2001年）。

## 人口
该地2001年总人口17882人，其中男性9137人，女性8745人；0—6岁人口2076人，其中男1104人，女972人；识字率77.86%，其中男性为82.65%，女性为72.85%。